# École des Beaux-Arts

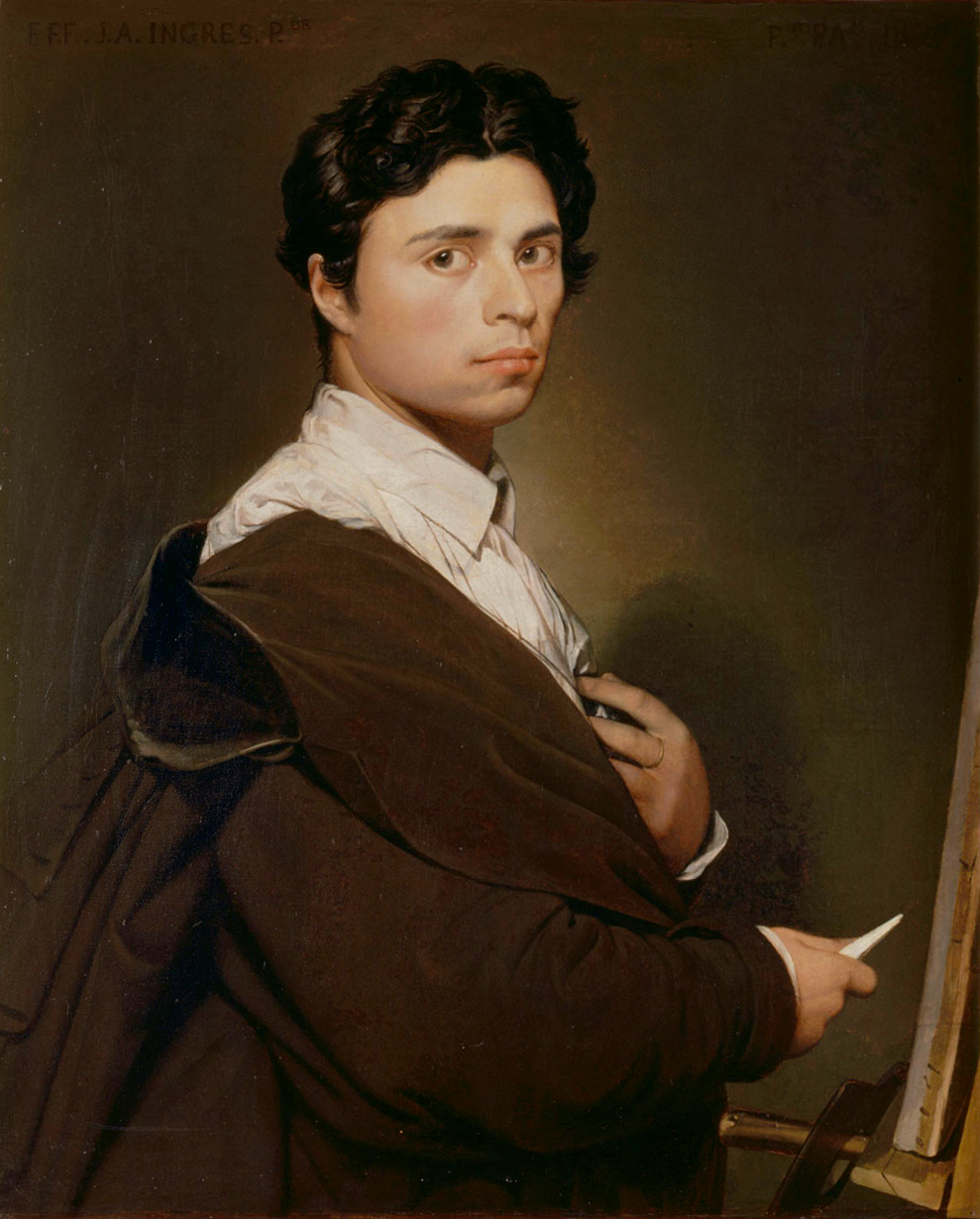
Ingres, Autorretrat.

École des Beaux-Arts ("Escola de Belles Arts") és el nom d'una sèrie d'influents escoles d'art de França. La més famosa és l'École nationale supérieure des beaux-arts, actualment ubicada a la riba esquerra de París, a l'altre costat del Sena des del Louvre, al 6è arrondissement. L'escola té una història que s'estén durant més de 350 anys, i ha format molts dels grans artistes d'Europa. L'estil Beaux Arts es va modelar a partir de les "antiguitats" clàssiques, conservant aquestes formes idealitzades i transmetent l'estil a les generacions futures.
Els orígens de l'escola es remunten a l'any 1648, quan l'"Acadèmia de Belles Arts" va ser fundada pel Cardenal Mazzarino per educar els estudiants amb més talent en dibuix, pintura, escultura, gravat, arquitectura i altres mitjans. Lluís XIV seleccionava graduats d'aquesta escola per decorar els apartaments reials a Versalles i el 1863, Napoleó III va garantir la independència de l'escola respecte del govern, canviant-li el nom pel de "L'Ecole des Beaux-Arts". Les dones van ser-hi admeses a partir de 1897.
El currículum es dividia en "Acadèmia de pintura i escultura" i "Acadèmia d'Arquitectura", però tots dos programes se centraven en les arts clàssiques i l'arquitectura de l'Antiga Grècia i Roma. Es requeria que tots els estudiants provessin la seva habilitat amb tasques de dibuix bàsiques, abans d'avançar en el dibuix de figures i pintura. Això culminava en una competició pel Premi de Roma, que permetia una beca per estudiar a Roma. Les tres rondes per obtenir el premi duraven gairebé tres mesos. Entre els artistes famosos que s'hi varen educar hi ha Géricault, Degas, Delacroix, Fragonard, Ingres, Monet, Moreau, Renoir, Seurat i Sisley, entre molts d'altres.
Els edificis de l'escola són en gran manera creació de l'arquitecte francès Félix Duban, qui va emprendre l'edifici principal el 1830, realineant el campus, i fins a 1861 completant un programa arquitectònic cap al Quai Malaquias.